# Коламбијавил (Мичиген)
Коламбијавил (енгл. Columbiaville) град је у америчкој савезној држави Мичиген.

## Демографија
По попису из 2010. године број становника је 787, што је 28 (-3,4%) становника мање него 2000. године.
| Група             | 2000.       | 2010.       |
| Белци             | 780 (95,7%) | 735 (93,4%) |
| Афроамериканци    | 2 (0,2%)    | 0 (0,0%)    |
| Азијати           | 6 (0,7%)    | 1 (0,1%)    |
| Хиспаноамериканци | 13 (1,6%)   | 36 (4,6%)   |
| Укупно            | 815         | 787         |